# Xã Dayton, Quận Lincoln, South Dakota
Xã Dayton (tiếng Anh: Dayton Township) là một xã thuộc quận Lincoln, tiểu bang Nam Dakota, Hoa Kỳ. Năm 2010, dân số của xã này là 707 người.